# Kuschana

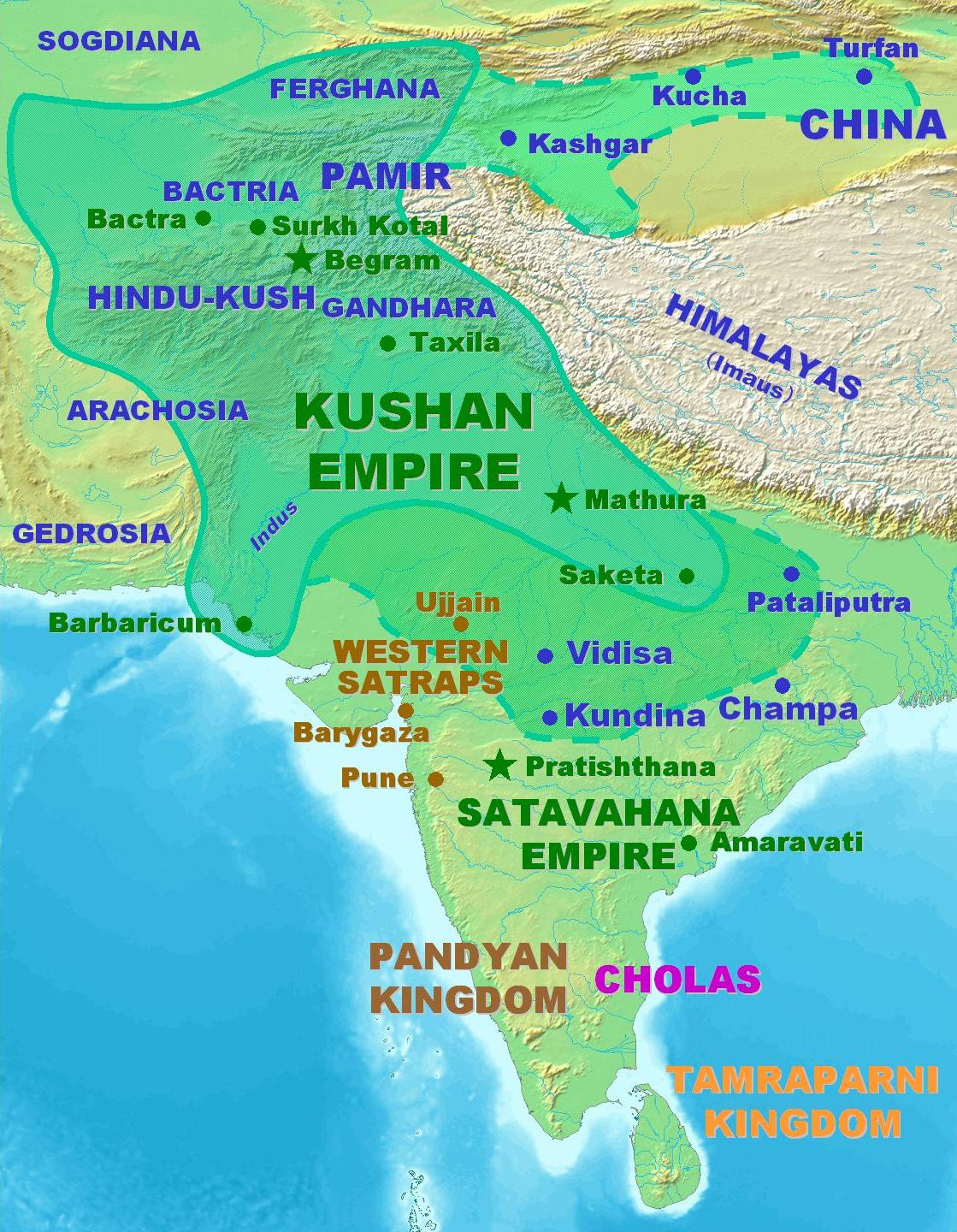
Kuschana

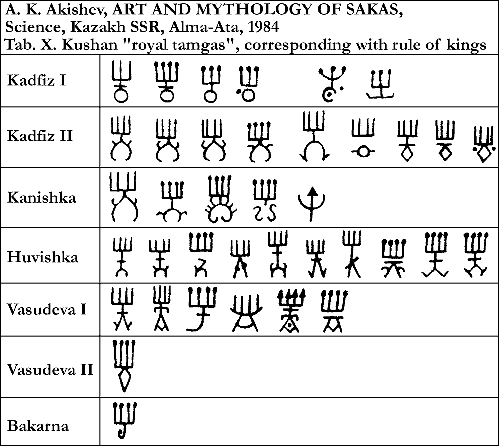
Klanabzeichen der Kuschana

Das Imperium Kuschana (altgriechisch: Βασιλεία Κοσσανῶν; baktrisch: Κυϸανο, Kushano; Sanskrit:    Ku-shā-ṇa (Brahmi-Schrift), Kuṣāṇa Sāmrājya; Chinesisch: 貴霜; Partisch: Kušan-xšaθr) war ein synkretisches Reich in Zentralasien und Nordindien, das bei seiner größten Ausdehnung – etwa zwischen 100 und 250 n. Chr. – vom Gebiet des heutigen Staates Tadschikistan zum Kaspischen Meer und vom Gebiet des heutigen Afghanistans bis hinunter ins Industal und das Ganges-Yamuna-Zweistromland reichte. Das Reich wurde von Abkömmlingen der Yuezhi, ursprünglich aus der heutigen chinesischen Provinz Gansu, in Baktrien gegründet. Ihm werden diplomatische Kontakte mit dem Römischen Reich, dem sassanidischen Persien und dem Kaiserreich China zugeschrieben. Unter Kanischka (I.) könnte sich das Reich von Varanasi über Kaschmir und Baktrien bis an den Oxus und im Süden bis in den Sindh erstreckt haben. Die Ausdehnung des Reiches in Gebiete nördlich des Oxus ist hypothetisch und umstritten.

## Ereignisgeschichte

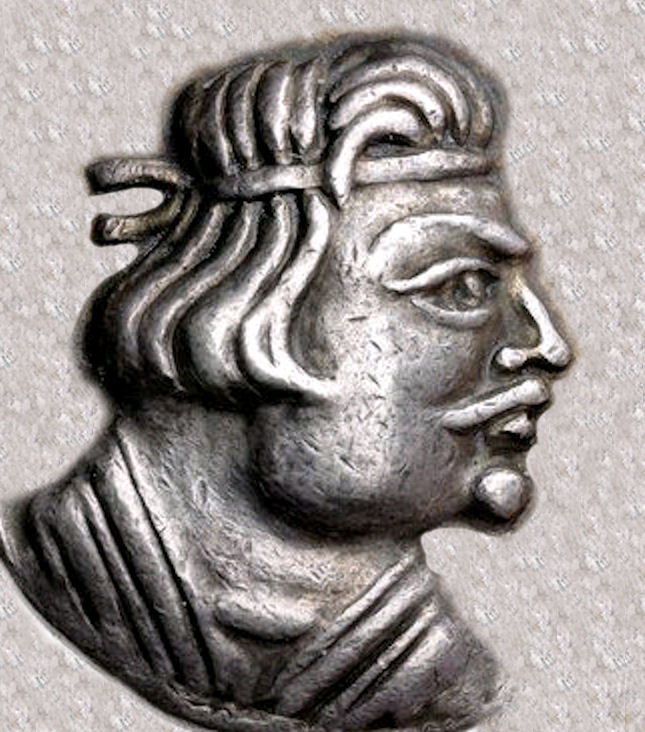
Der erste bekannte Kuschan-König Heraios

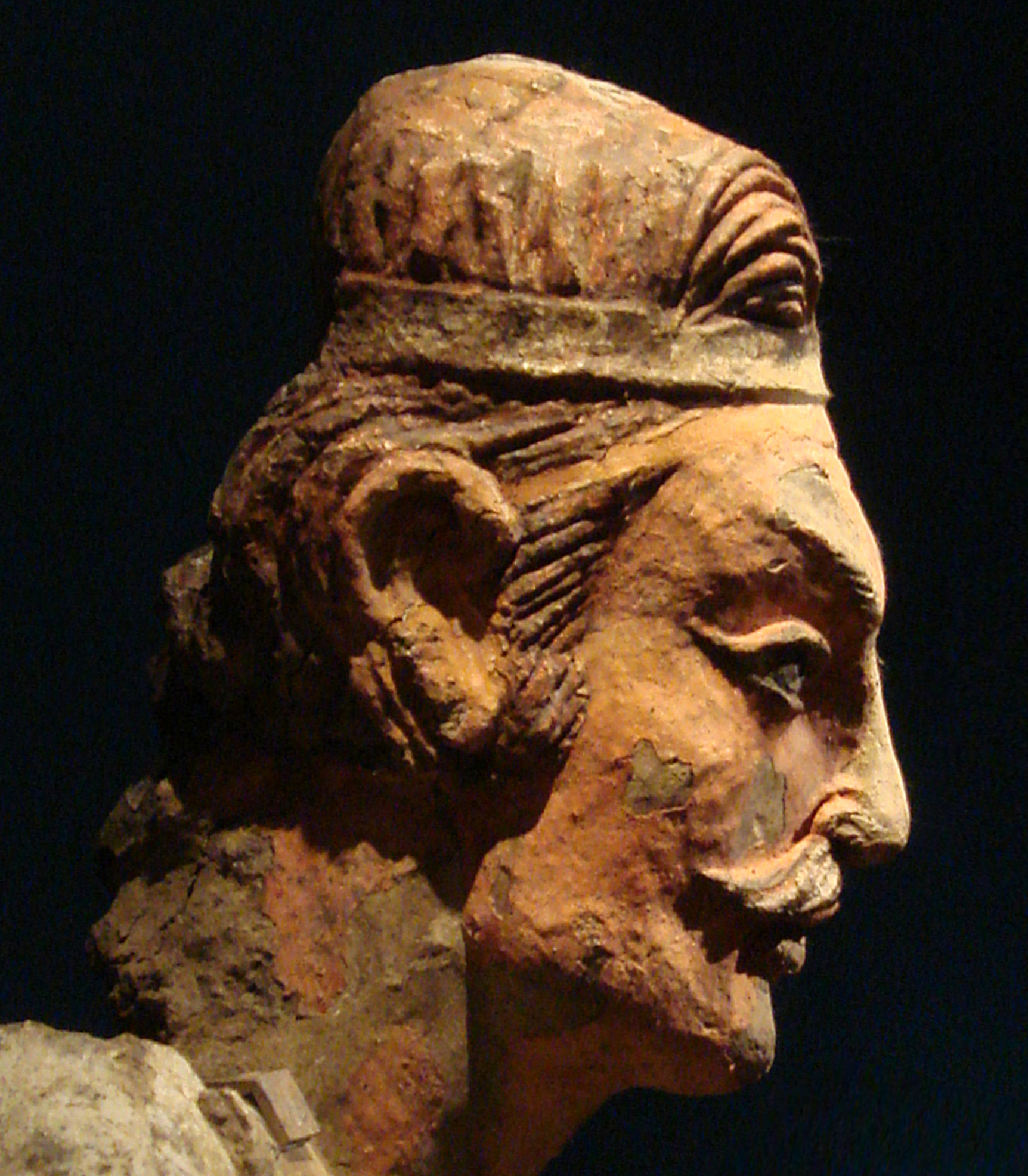
Kopf einer Tonskulptur mit Schädeldeformation aus Chaltschajan, Usbekistan, vermutlich des Yuezhi-Stammesherrschers und Reichsgründers, Heraios/Heraus, der höchstwahrscheinlich den Palast von Chaltschajan errichten ließ.

Die Ereignisgeschichte der Kuschana (bzw. Kuschan) ist weitgehend hypothetisch und nur in rudimentären Bruchstücken bekannt. Die Ursprünge des Reichs ist aus chinesischen Quellen skizzenhaft bekannt. Im Hou Hanshu, der Geschichte der östlichen Han-Dynastie, wird des Königreich Guishang genannt und als Herrschaft unter der Oberhoheit der Yuezhi bezeichnet. Die Yuezhi waren eine lose Konföderation von vermutlich eine indoeuropäische Sprache sprechenden Nomaden auf dem trockenen Grasland in Gansu, bis sie in den Jahren 176 bis 160 v. Chr. von einer anderen nomadischen Gruppe, den Xiongnu, vertrieben wurden. In den beiden letzten vorchristlichen Jahrhunderten drangen sie ins hellenisierte Baktrien und die nördlich angrenzende Gebiete Mittelasiens vor, wo sie ab 140/130 v. Chr. fünf Herrschaftsbezirke bildeten. Ob es sich bei diesen fünf Dynasten um Angehörige der nomadischen Eindringlinge oder der alteingesessenen Bevölkerung handelt, ist strittig und aus den spärlichen Quellen nicht zu beantworten. Die Kuschan, eines dieser Fürstentümer, unterwarfen unter ihrem Anführer Kujula Kadphises ihre Nachbarn; so gelang es ihnen, das Reich der Kuschana zu gründen. Während die relative Abfolge der Herrscher durch Inschriften und numismatische Befunde geklärt ist, ist die absolute Chronologie dieser Herrscher strittig. Streitpunkt ist der Beginn der „Ära des Kanischka“. Für den Beginn dieser Ära werden unter anderem die Jahre 78, zwischen 100 und 128 oder 232 n. Chr. vertreten. Diese Unterschiede in der Datierung sind von großem Gewicht für die Einordnung der Rolle der Kuschan in der Politik und auch für die Interpretation der vorhandenen Quellen. Im Folgenden wird der weit verbreiteten Datierung auf 100–128 n. Chr. gefolgt. Das Reich expandierte nach Süden und entriss den Indoparthern und Saken (Šaka) sukzessive die Kontrolle über Gandhara. Als relativ selbstständige Statthalter (Kšatrapas) der Kuschana regierten sakische und indoparthische Kleinkönige allerdings noch bis ins 2. Jahrhundert hinein.
Kanischka I., der vierte „Kuschan-Kaiser“ (regierte wahrscheinlich von 127–140 n. Chr.), führte das Reich zum Gipfel seiner Macht. Er herrschte von zwei Hauptstädten aus: Purushapura (heute Peschawar in Nordpakistan) und Mathura in Nordindien. Er, Huvischka und Vasudeva I. werden als die „Großen Kuschan“ bezeichnet.
Die Gründe für den Nieder- und Untergang der Kuschan-Herrschaft sind unklar. In Zentralasien hat das Kuschanreich bis ins frühe 3. Jahrhundert weiterbestanden, bevor es von den Sassaniden erobert wurde. Im frühen 4. Jahrhundert kam es zu einer Revolte der Kuschan, die aber von Schapur II. niedergeschlagen wurde. Reste der Kuschan-Herrschaft blieben auch nach der Eroberung des westlichen Kuschanreiches weiter im Osten bestehen, etwa in Mathura in Nordindien (bis ins 4. Jahrhundert).
Im  spätantiken Zentralasien traten bald andere Nomadengruppen das Erbe der Kuschana an (siehe auch Iranische Hunnen).

## Handel
Die Kuschan verbanden den Seehandel im Indischen Ozean mit dem Landhandel auf der Seidenstraße über das seit langem zivilisierte Industal. Wie wichtig der Handel für die Kuschanas gewesen ist, lässt sich aus der Klage Plinius des Älteren schließen: „Es gibt kein Jahr, in dem Indien weniger als 50 Millionen Sesterzen an sich zieht.“ Es wird vermutet, dass die Kuschanas aus allen römischen Goldmünzen eigene Münzen prägten, da es kaum Funde römischer Münzen gibt. Die Münzen zeigen neben hinduistischen und buddhistischen auch griechische, persische und sogar sumerisch-elamitische Götter.
Zwei Seehäfen spielen in den römisch-indischen Handelsbeziehungen von etwa 25 v. Chr. bis 300 n. Chr. eine wichtige Rolle, so Barbarikon und Dwarka.

Im Westen grenzte Kuschana an das Sassanidenreich. Hier dessen territoriale Ausdehnung zu Zeiten von Schapur I. und der Verlauf der Hauptexpeditionen in das Römische Reich zu Beginn des Jahres 250 n. Chr.

## Kunst, Kultur, Religion

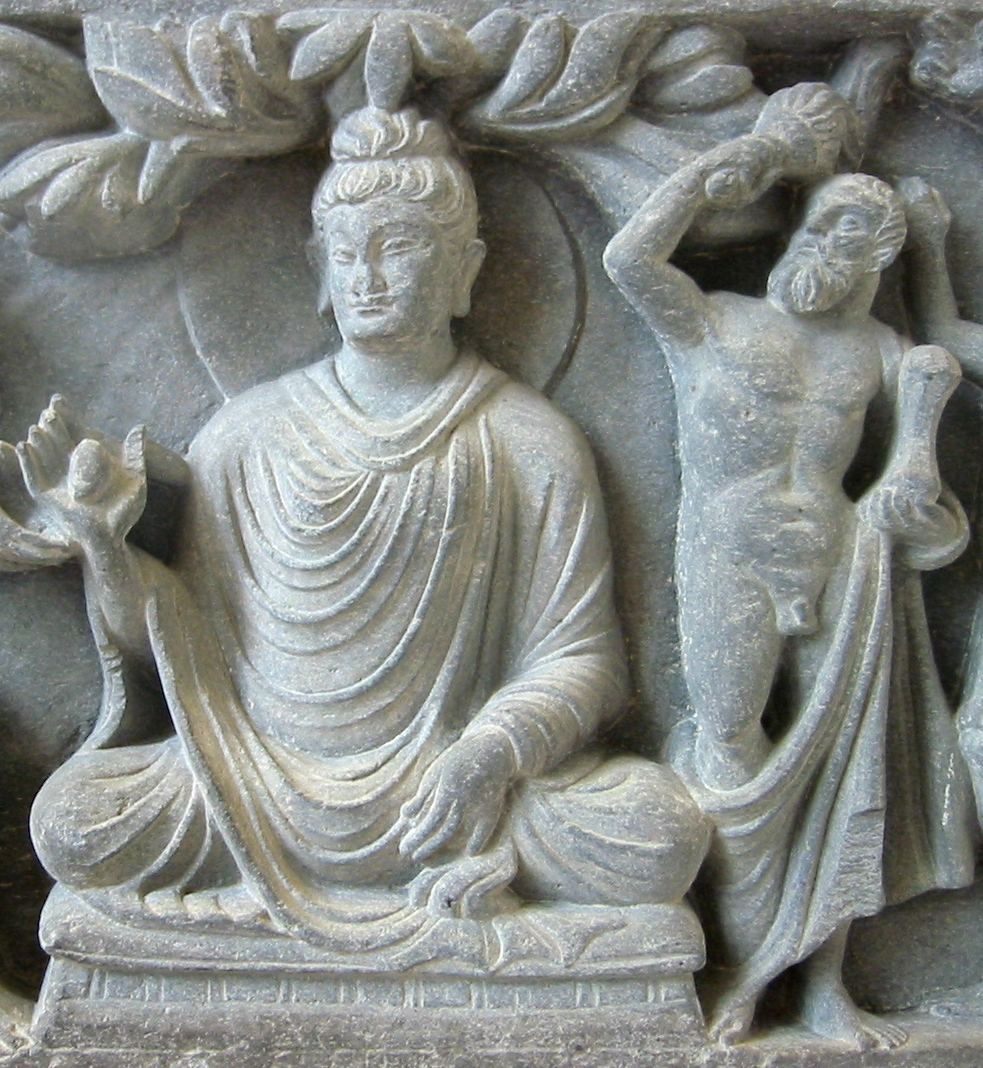
Symbolisierung des Synkretismus der Kuschana. Zeus der Beschützer Buddhas

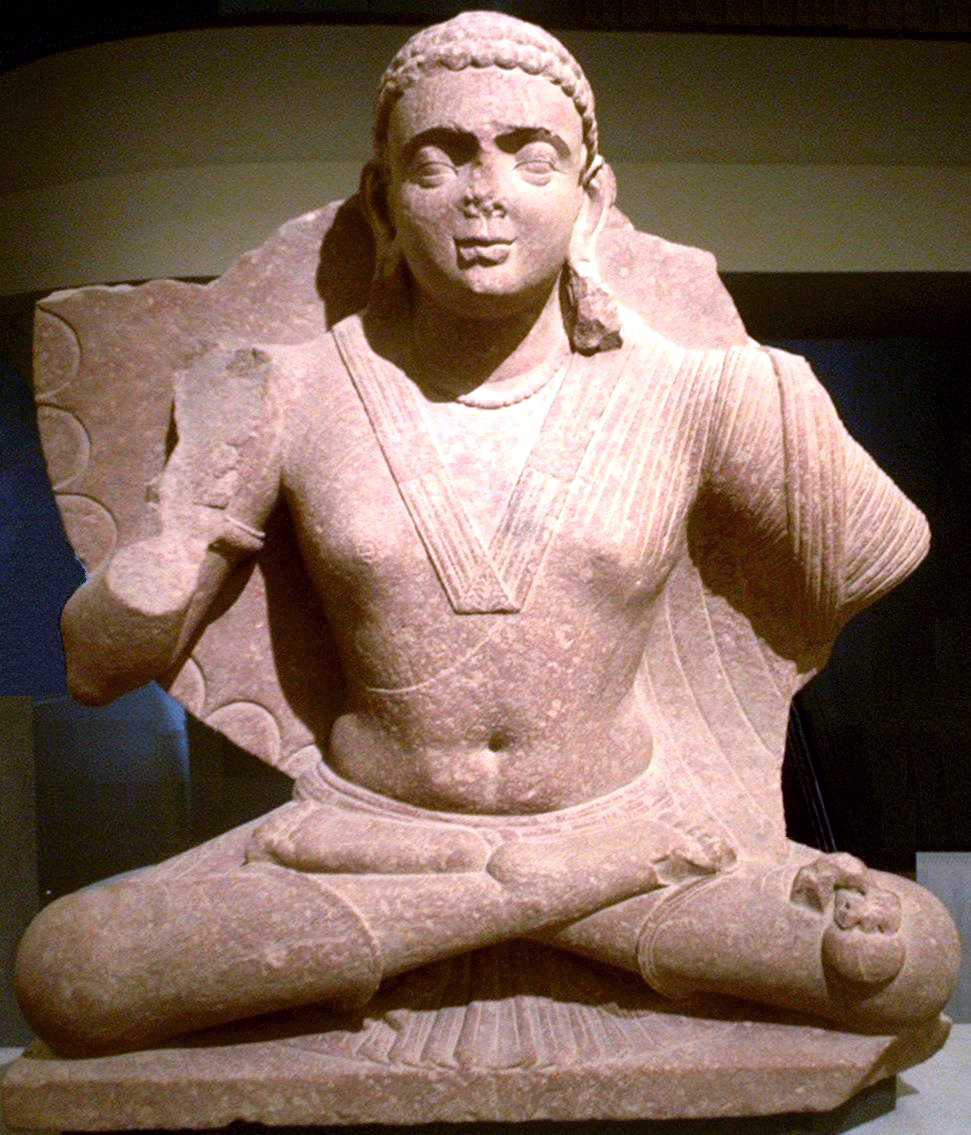
Maitreya, Skulptur aus Mathura (2. Jahrhundert n. Chr.)

Die Kuschana-Zeit wird in Indien oft als dunkles Zeitalter betrachtet, da Fremddynastien herrschten und der Glanz großer Reiche wie etwa der Mauryas oder Guptas fehlt. Dennoch wurden in dieser Zeit wichtige Werke wie die Dharmashastras oder die Manusmriti verfasst und mit der Indo-Kuschana-Kunst die Grundlage für die Entstehung der klassischen indischen Kultur gelegt. Die Gedichte und Dramenfragmente des Ashvaghosha (1./2. Jahrhundert) stellen die ältesten erhaltenen Werke der klassischen Sanskritliteratur dar. In der gräkobuddhistischen Kunst von Gandhara, welche westliche und indische Einflüsse nach Osten vermittelte, verschmolzen indische, iranische und hellenistische Elemente. Das Kuschana-Reich wurde „zum Vermittler indischen Gedankengutes in Zentralasien“.
Die Kuschan übernahmen das griechische Alphabet, dem sie in Baktrien begegnet waren, und nahmen die heimische Sprache der Baktrier an. Das griechische Alphabet passten sie an die baktrische Sprache an und begannen bald damit, Münzen zu prägen. Münzlegenden und Inschriften in einer der indischen Sprachen sind dagegen in Kharoshthi-Schrift abgefasst. Auf den Münzen betitelten sie sich als Maharadscha oder als Basileus. Nur wenige Inschriften sind daneben in einer bisher zu 60 Prozent entzifferten Schrift geschrieben, die einige Autoren auch als „(unbekannte) Kuschana-Schrift“ bezeichnen. Diese Inschriften sind in einer bisher unbekannten mitteliranischen, vorläufig eteo-tocharisch genanntenen Sprache verfasst.
Die lockere Einheit und der Frieden im ausgedehnten Kuschana-Reich begünstigten den Fernhandel, brachten Seide nach Rom, schufen Ketten von blühenden Städten und förderten vermutlich sogar die Ausdehnung einer hellenistischen Form des Buddhismus – des Graeco-Buddhismus in Zentral- und Nordasien. Kanischkas Hauptwerk ist der berühmte Kanischka-Stupa in der Nähe von Peschawar. In seiner Religionspolitik scheint er synkretistische Tendenzen verfolgt zu haben, um das Reich innerlich zu konsolidieren. Vasudeva war der erste Kuschanherrscher, der einen indischen Namen trug; die „Indisierung“ der Kuschans nahm ihren Lauf.

## Verwaltung des Reiches

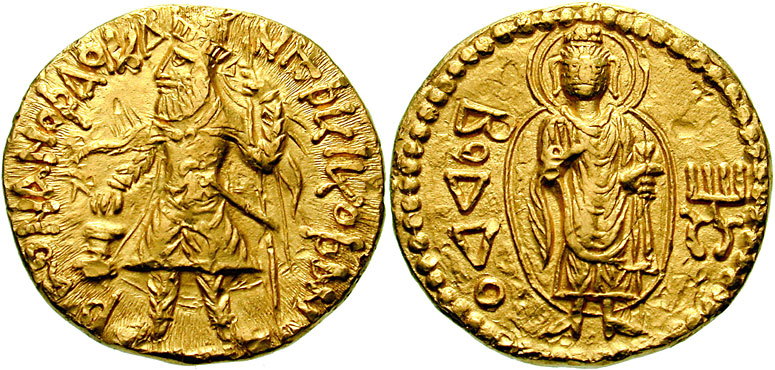
Goldmünze Kanischkas mit griechischer Schrift: Die Vorderseite zeigt den als Schahanschah (šaonanošao) bezeichneten Herrscher in zentralasiatischer Kleidung vor einem Feueraltar, die Rückseite Buddha (boddo)

In der Landesverwaltung folgte man parthischen und indo-griechischen Sitten. Die Provinzen wurden von Satrapen verwaltet.
An der Spitze des Reiches stand der König, der verschiedene Titel tragen konnte, die meist aus anderen Kulturen entlehnt waren: Er war Sohn des Gottes (deaputra), was vielleicht vom chinesischen Kaisertitel Sohn des Himmels abgeleitet ist. Der indische Titel König der Könige (maharaja rajatiraja) sowie seine iranische und griechische Entsprechung Schahanschah bzw. basileus basileon sind bezeugt. Auch der iranische Titel Padschah wurde geführt und in einer Inschrift findet sogar der römische Titel Kaisara (Caesar) Verwendung.
Nach dem Tod sind die Herrscher vergöttlicht worden; ihre Statuen wurden in Tempeln aufgestellt. Insgesamt scheint der Herrscher allmächtig gewesen zu sein. Es gibt keine Belege für einen Rat oder Senat, mit dem Beschlüsse abgesprochen werden mussten.

## Datierungsprobleme
Die Datierung der Kuschana-Zeit war lange sehr umstritten und ist bis heute nicht vollständig geklärt. Es werden bzw. wurden Datierungen vom ersten bis ins dritte nachchristliche Jahrhundert vertreten. Weil die Shaka-Ära (seit 78 oder 79 n. Chr.) auch heute noch als Datierungsgrundlage herangezogen wird, wurde sie lange als die von Kanischka eingeführte Zeit erachtet. Dagegen hat vor allem der Numismatiker Joe Cribb auf der Basis aller münzkundlichen und literarischen Quellen eine Zeit zwischen 100 und 120 n. Chr. vertreten.
Seit eine rechnerische Formel bekannt wurde, die es im 3. Jahrhundert erlaubte, von der Shaka- auf die Kuschana-Zeit umzurechnen, setzte sich das Datum 127 n. Chr. für den Regierungsantritt Kanischkas I. allgemein durch. Die genauen Regierungszeiten der auf Kanischka I. folgenden Herrscher sind umstritten, vor allem da es hier Überschneidungen in den Datierungen gibt. Zunächst wurde vermutet, dass am Ende der Regierungszeit von Kanischka I. Vaschischka als Mitregent in den indischen Provinzen regierte und dieses System von Mitregentschaften unter den Nachfolgern fortgesetzt wurde. Es ist aber auch möglich, dass Vasudeva I. eine neue Ära begann; die Doppeldatierungen würden sich dann auf zwei Ären aufteilen.

## Liste der Kuschana-Herrscher
Die wichtigsten Kaiser (Regierungszeiten nur Annäherungswerte) waren:
| König                        | Datierung   | Kommentar                                        | belegte Daten  | Münze |
| ---------------------------- | ----------- | ------------------------------------------------ | -------------- | ----- |
| Heraios                      | ca. 1–30    |                                                  |                |       |
| Kujula Kadphises             | ca. 30–80   |                                                  | 103            |       |
| Vima Takto alias Soter Megas | ca. 80–90   |                                                  | 122, 136       |       |
| Vima Kadphises               | ca. 90–100  |                                                  | 184            |       |
| Kanischka I.                 | ca. 100–126 | bedeutendster Kuschana-Herrscher                 | 1–23           |       |
| Huvischka                    | ca. 140–183 |                                                  | 28–60          |       |
| Vasudeva I.                  | ca. 184–220 |                                                  | 67–99          |       |
| Kanischka II.                | ca. 220–242 |                                                  | 14             |       |
| Vasischka                    | ca. 227–250 | Vater von Kanischka III.                         | 20, 22, 24, 28 |       |
| Kanischka III.               |             |                                                  | 31, 41         |       |
| Vasudeva II.                 | ca. 270–300 | herrschte nur noch über kleines Gebiet im Punjab |                |       |

Herrschergeschlecht der Kidariten
- Kidara I. (ca. 340–?)
- Kidara II.